# Ochropleura placida
Ochropleura placida är en fjärilsart som beskrevs av Moore 1882. Ochropleura placida ingår i släktet Ochropleura och familjen nattflyn. Inga underarter finns listade i Catalogue of Life.